# グリューンスフェルト
グリューンスフェルト (ドイツ語: Grünsfeld, ドイツ語発音: [ˈgryːnsfɛlt] ( 音声ファイル)) はドイツ連邦共和国バーデン＝ヴュルテンベルク州マイン＝タウバー郡に属す市。名前はタウバー川支流のグリューンバッハ川に由来する。

## 地理
グリューンスフェルト市にはかつては独立した自治体であったグリューンスフェルトハウゼン、クレンスハイム、キュッツブルン、パイマール、ツィンメルンが含まれる。

## 歴史
グリューンスフェルトは750年に初めて文献上に記録されている。この村は初めツィンメルン家の所領であったが、後にラウダ家のものとなった。1213年にはリーネック伯領となった。1320頃に都市権を獲得した。15世紀末から17世紀中頃までこの街はロイヒテンベルク方伯領に属し、その後ヴュルツブルク司教領に移された。1803年の世俗化により、新設されたライニンゲン侯領となり、アムツベツィルク（地方行政官庁）の所在地となった。この侯領は1806年に廃止され、グリューンスフェルトはバーデン領となった。

### 地区

#### グリューンスフェルトハウゼン
グリューンスフェルトハウゼンは1322年にHusenという名で初めて記録されている。この集落は歴史の大部分を中核市区であるグリューンスフェルトと共有している。

#### クレンスハイム
クレンスハイムは1155年に初めて文献に記録されている。それはブロンバッハ修道院の記録である。初めこの村は土着の地方貴族の所領であったが、その後ツィンメルン家の所領に移された。

#### キュッツブルン
キュッツブルンは、上記の集落よりも早く1119年にヴュルツブルク司教に寄進されたという記録が遺されている。その後13世紀中頃までにリーネック伯がレーエンとして治めるようになったが、同じ世紀のうちにゲルラハスハイム修道院領に移され、世俗化までその支配下にあった。

#### パイマール
パイマールは比較的新しく、1407年に初めて文献に記録されている。この村は常にアムツベツィルク・グリューンスフェルトに属しており、歴史を共にしている。

#### ツィンメルン
このツィンメルンの地からツィンメルン男爵家は誕生した。この家門は1155年に初めて文献上に記録され、故地の村だけでなく、他の村にも勢力を広げていった。その後、この村の統治は12世紀末にラウダ家のものとなり、1213年にはリーネック伯に移った。さらにロイヒテンベルク方伯を経てヴュルツブルク司教領に移った。その後の経過は上述の地区と同様である。

### 市町村合併
- 1972年2月1日: グリューンスフェルトハウゼン
- 1973年1月1日: パイマール、ツィンメルン
- 1974年1月1日: クレンスハイム
- 1975年1月1日: キュッツブルン

旧町村の紋章は以下の通り。

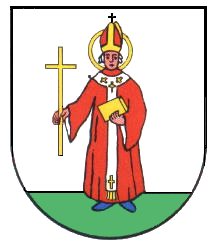
グリューンスフェルトハウゼン
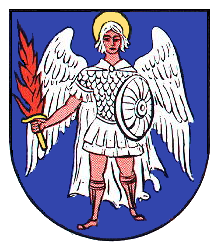
パイマール
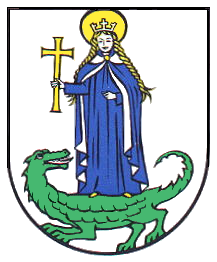
ツィンメルン
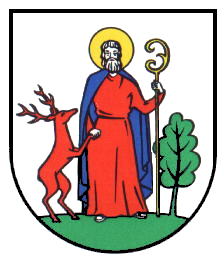
クレンスハイム
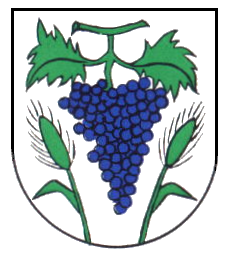
キュッツブルン

## 行政

### 市議会
グリューンスフェルトの市議会は20議席からなる。

### 紋章
図柄: 金地に銀のユリ。その束の向かって左に赤い横帯が5本入った金の三角型の盾。向かって右に青い縦帯が1本入った銀の丸底の盾。

### 姉妹都市
- プフライムト（ドイツ、バイエルン州）1973年
- グロースポストヴィッツ（ドイツ、ザクセン州）

## 経済と社会資本

### 交通
グリューンスフェルトとツィンメルンにはフランケン鉄道（シュトゥットガルト - ヴュルツブルク）の駅がある。ラウダとヴュルツブルクの間にあたり、2時間毎にヴェスト・フランケン鉄道のレギオナルバーンが発着する。
グリューンスフェルトは連邦道B290号線（タウバービショフスハイム - アーレン）経由でアウトバーンA81号線に接続する。

## 文化と見所

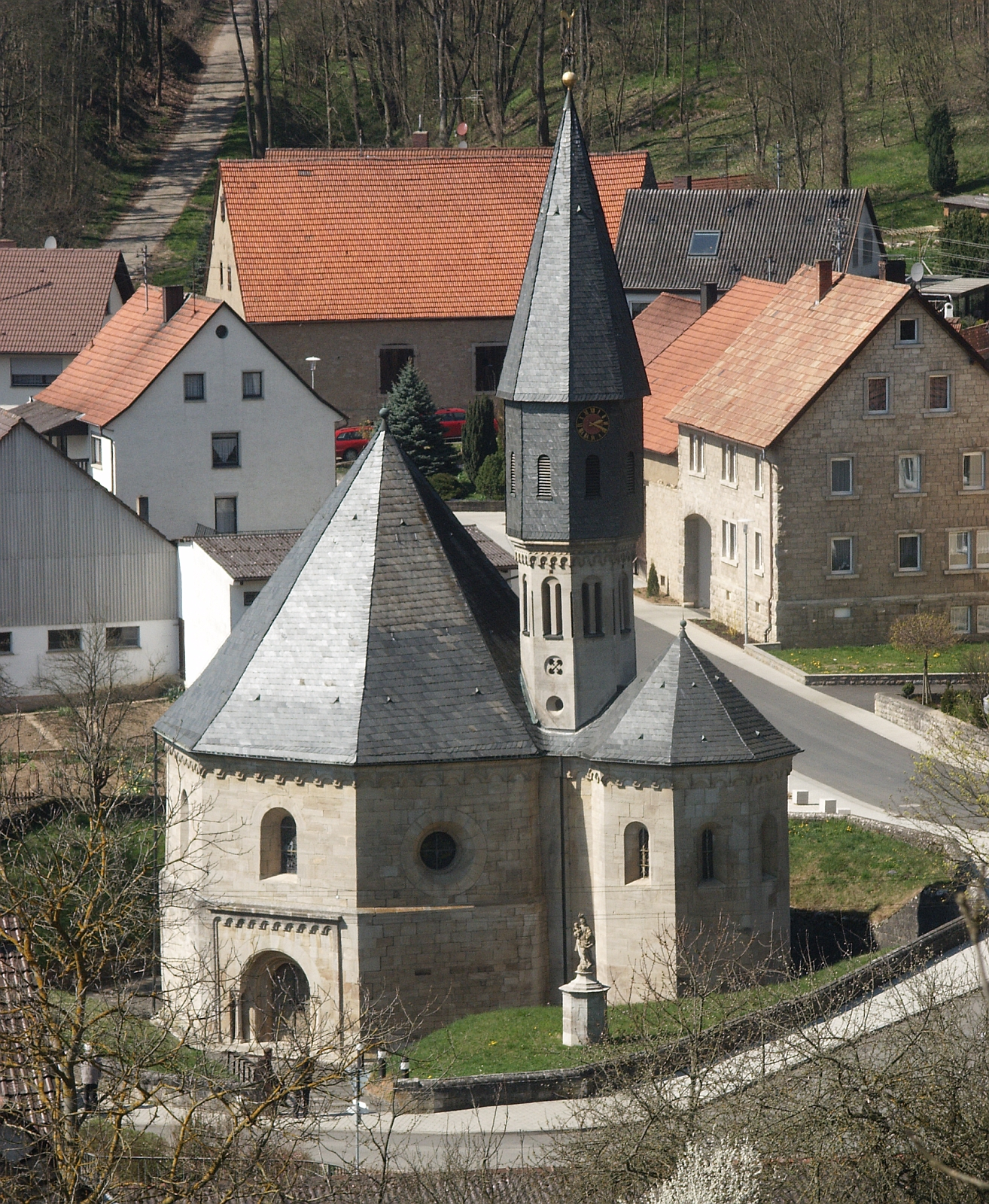
聖アハティウス礼拝堂

### 建築
- 1620年建造の階段塔を有するルネサンス建築の市庁舎は1579年に建設された世俗建築である。
- 市教会である聖ペーター＝パウル教会は、高さ75mの塔を持つ15世紀の建物で、どの面からも見応えがある。
- グリューンスフェルトハウゼン地区には南ドイツにわずかしか遺されていないロマネスク様式の八角形の礼拝堂がある。1220年に建設された聖アハティウス礼拝堂がそれである。この建物の完成後、谷底が約3m上がってしまったのだが、1903年から1905年にかけて元の入り口が掘り出された。

## 引用
1. ↑  Statistisches Landesamt Baden-Württemberg – Bevölkerung nach Nationalität und Geschlecht am 31. Dezember 2023 (CSV-Datei)
2. ↑  Max Mangold, ed (2005). Duden, Aussprachewörterbuch (6 ed.). Dudenverl. p. 378. ISBN 978-3-411-04066-7
3. ↑  Das Land Baden-Württemberg. Amtliche Beschreibung nach Kreisen und Gemeinden. Band IV: Regierungsbezirk Stuttgart, Regionalverbände Franken und Ostwürttemberg. Kohlhammer, Stuttgart 1980, ISBN 3-17-005708-1. S. 319–322